# 巴斯达尔
巴斯达尔是德国下萨克森州的一个市镇。总面积32.34平方公里，总人口1491人，其中男性760人，女性731人（2011年12月31日），人口密度46人/平方公里。